# 1991
1991 (MCMXCI) byl rok, který dle gregoriánského kalendáře započal úterým.

## Události

### Československo
- 1. ledna – Byla zavedena vnitřní směnitelnost Československé koruny. Současně se liberalizoval zahraniční i vnitřní obchod – byla zavedena volná cenotvorba.
- 26.–27. ledna – Prvními veřejnými aukcemi byla zahájena malá privatizace.
- 23. února – Zaniklo Občanské fórum.
- 3. března – proběhlo československé Sčítání lidu, domů a bytů 1991. Poprvé od sčítání v roce 1950 obsahovalo také otázky týkající se náboženského vyznání občanů. Akci provedl Federální statistický úřad ČSFR. Na území ČR bylo zjištěno 10 302 215 obyvatel, na území SR 5 274 335 obyvatel, celkem v ČSFR tedy 15 576 550 obyvatel.
- 14. března – Při oslavách 52. výročí vzniku fašistického Slovenského státu byl napaden prezident Václav Havel.
- 1. dubna – Proběhla premiéra Troškovy trilogie Slunce, seno, erotika.
- 5. dubna – Podnikatel Aleš Katovský byl zavražděn gangem Orlických vrahů.
- 20.–21. dubna – V Praze byla na ustavujícím kongresu založena Občanská demokratická strana s předsedou Václavem Klausem.
- 27. dubna – Bylo založeno Občanské hnutí s předsedou Jiřím Dienstbierem.
- 1. května – Byly vyhlášeny Chráněné krajinné oblasti Broumovsko, Poodří a Železné hory.
- 8. května – V noci na Benešovsku spadl tzv. Benešovský bolid s jasností −19,5 magnitudy. Jeho část byla nalezena v dubnu 2011.[1]
- 10. května – Byly vyhlášeny Národní park Šumava a Národní park Podyjí.
- 15. května – 28. října proběhla na pražském Výstavišti Všeobecná československá výstava v Praze a na Letné byl instalován Pražský metronom.
- 6. června – Společnost AHOLD Czech Republic, a.s otevřela v Jihlavě první supermarket Mana v České republice.[2][3]
- 21. června – Byl zahájen poslední transport sovětských okupačních vojsk z Československa.
- 1. července
  - V Černínském paláci v Praze podepsali zástupci Sovětského svazu, Polska, Maďarska, Rumunska, Bulharska a Československa protokol o zániku Varšavské smlouvy.
  - Byl vyhlášen Národní park Podyjí.
  - zákon Slovenské národní rady zřídil Slovenskou televizi jako samostatnou instituci vysílající souběžně s federální Československou televizí.
- 13. srpna – Byla založena Union banka.
- 28. září – Byla založena Ostravská univerzita
- 28. září – Byla založena Západočeská univerzita v Plzni sloučením Vysoké školy strojní a elektrotechnické a Pedagogické fakulty.
- 4. října – Federální shromáždění přijalo tzv. „velký lustrační zákon“, který upravoval morální způsobilost osob k výkonu určitých rozhodujících veřejných funkcí.
- 23. listopadu – Šest vězňů uprchlo z věznice Leopoldov na Slovensku.

### Svět
- 16. ledna – V Iráku zahájena válka v Zálivu
- 17. ledna – Norským králem se stal Harald V.
- 15. února – Maďarský premiér a československý a polský prezident založili tzv. Visegrádskou skupinu.
- 17. března – V Sovětském svazu se občané v referendu vyslovili pro zachování státu. Referendum bylo bojkotováno v šesti republikách.
- 31. března – začala válka v Jugoslávii.
- 4. dubna – Ukončena výroba Trabantu 1.1 a 601
- 30. dubna – sjel z pásu poslední Trabant[4]
- Duben – prosinec – Některé republiky Sovětského svazu postupně vyhlásily nezávislost.
- 17. května – Leopold Sulovský jako první Čech vystoupil na Mount Everest.
- 18. května – Severozápadní část Somálska vyhlásila nezávislost jako Somaliland.
- 23.–25. května – Během izraelské operace Šalamoun bylo převezeno 14 325 Židů z Etiopie do Izraele.
- 26. května – Při havárii Boeingu 767 na lince z Bangkoku do Vídně zahynulo všech 223 lidí na palubě.
- 15. června – Při erupci filipínské sopky Pinatubo zahynulo přes 870 lidí a šlo o jednu z největších erupcí ve 20. století.
- 23. června – V severní Americe vydala společnost Sega první hru s postavou ježka jménem Sonic.
- 10. srpna – 15. srpna proběhly Světové dny mládeže v Čenstochové
- 19. srpna – 21. srpna – V Sovětském svazu proběhl tzv. Srpnový puč.
- 24. srpna – Ukrajina vyhlásila nezávislost na Sovětském svazu.
- 9. září – Tádžikistán získal nezávislost na Sovětském svazu.
- 15. září – Makedonie vyhlásila nezávislost na Jugoslávii.
- 14. listopadu – Kambodžský princ Norodom Sihanuk se po 13 letech exilu vrací do Phnompenhu.[5]
- prosinec – V KLDR otevřena po vzoru Číny tzv. Zvláštní ekonomická zóna.
- 8. prosince – Prezidenti Ruska, Ukrajiny a předseda Nejvyšší rady Běloruska uzavřeli Bělověžskou dohodu o zániku Sovětského svazu.
- 26. prosince – Zanikl Svaz sovětských socialistických republik. Jeho nástupnickou organizací se stalo Společenství nezávislých států (SNS).

### Bez přesného data
- Počátkem roku vypukla v Jugoslávii aféra Špegelj.
- V České republice se začal šířit plzák španělský.
- Byly vyrobeny dva prototypy elektrické jednotky 470 používané v provozu Českých drah.
- Míra inflace v České republice dosáhla 56,6 %.
- Společnost AHOLD Czech Republic, a.s, začala provozovat supermarkety Mana (nyní Albert).

## Vědy a umění
- 24. září – Grungeová skupina Nirvana vydala své nejslavnější album Nevermind, obsahující píseň Smells Like Teen Spirit
- 7. listopadu – Premiéra filmového komediálního muzikálu Discopříběh 2 režiséra Jaroslava Soukupa.
- 8. listopadu – Premiéra The Carol Burnette Show má premiéru na americké televizní stanici CBS
- 22. listopadu – Michael Jackson vydal album Dangerous.
- 23. listopadu – Freddie Mercury, předák kapely Queen, veřejně oznámil, že má AIDS. Den poté zemřel.

## Sport
- 7. listopadu – Basketbalista Magic Johnson oznámil, že má pozitivní výsledek testu na HIV, a ukončil kariéru.

## Nobelova cena
- Nobelova cena za fyziku – Pierre-Gilles de Gennes
- Nobelova cena za chemii – Richard R. Ernst
- Nobelova cena za fyziologii a lékařství – Erwin Neher, Bert Sakmann
- Nobelova cena za literaturu – Nadine Gordimerová
- Nobelova cena za mír – Aun Schan Su Ťij
- Nobelova pamětní cena za ekonomii – Ronald H. Coase

## Narození

### Česko
- 07. ledna – Zdeněk Folprecht, fotbalový záložník
- 15. února – Berenika Kohoutová, herečka a zpěvačka
- 21. února – Pavel Maslák, atlet
- 24. února – Michaela Dihlová, modelka
- 25. ledna – David Farmačka, fotbalový záložník
- 02. března – Michael Špaček (motocyklový závodník), motokrosový jezdec († 12. října 2009)
- 14. března – Milan Sáblík, rychlobruslař
- 26. března – Lenka Frühbauerová, sportovní lezkyně
- 28. března – Ondřej Palát, lední hokejista
- 4. dubna – Tereza Vanžurová, volejbalistka
- 26. května – Martin Donutil, herec
- 13. června – Tomáš Staněk, vrhač koule
- 20. června – Stanislav Dostál, fotbalový brankář
- 10. července – Ondřej Karlovský, vodní slalomář
- 15. července – Vlastimil Daníček, fotbalový záložník
- 6. srpna – Martin Čermák, televizní moderátor
- 07. srpna – Lukáš Žejdl, hokejový útočník
- 12. srpna – Michal Bulíř, hokejový útočník
- 24. srpna – Václav Tomeček, fotbalový záložník
- 27. září – Lenka Antošová, veslařka
- 01. října – Miroslav Dubovický, model, kickboxer a trenér
- 18. listopadu – Pavel Bušta, básník a žurnalista

### Svět

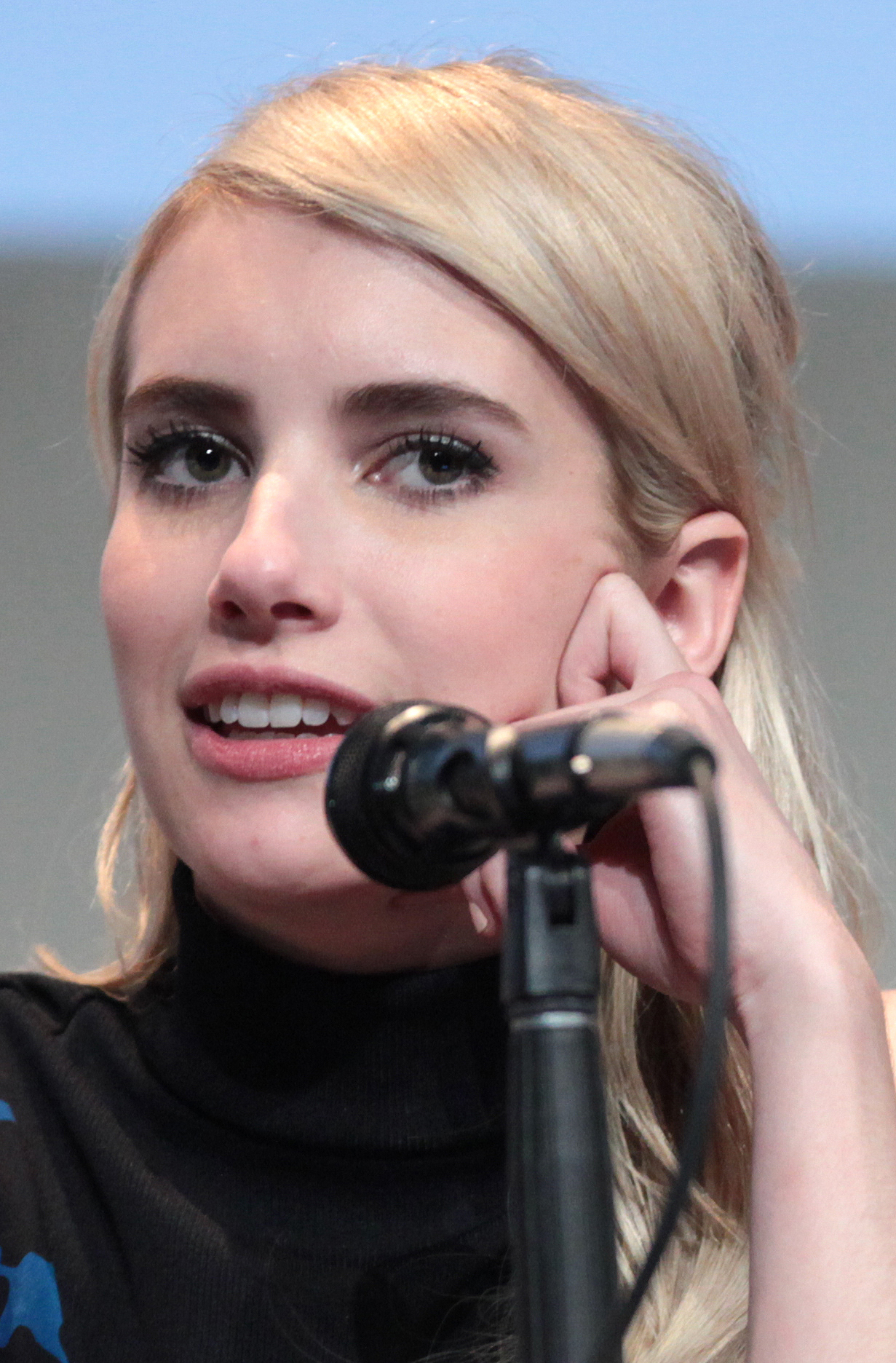
Emma Roberts (* 10. února)

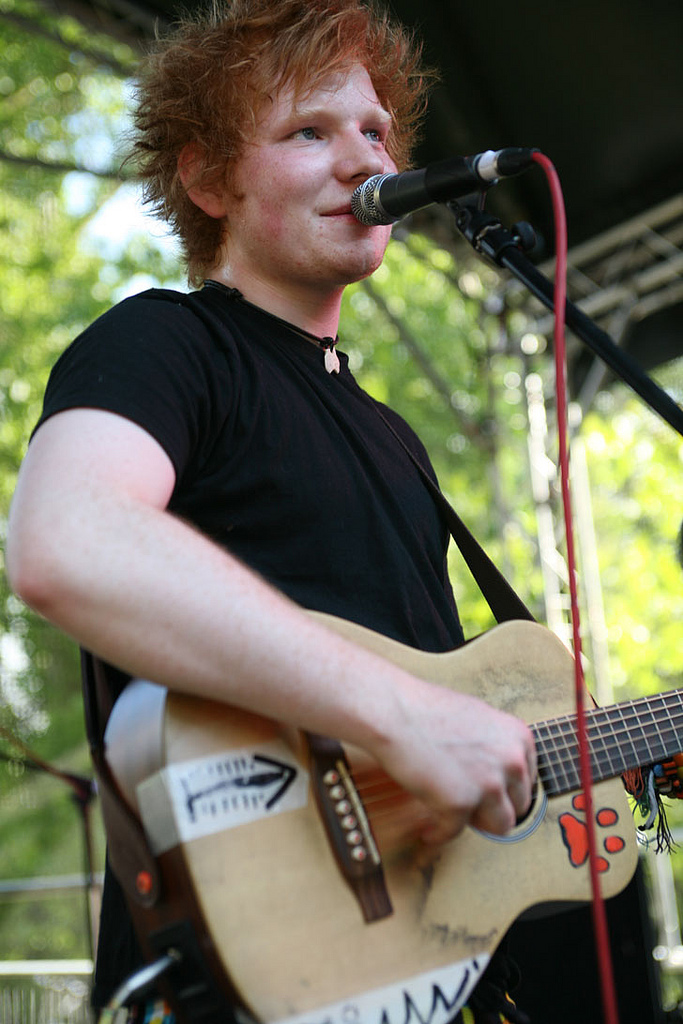
Ed Sheeran (* 17. února)

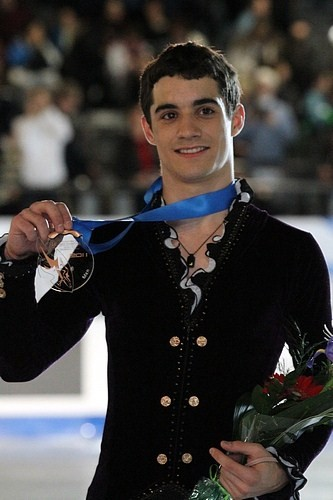
Javier Fernández López (* 15. dubna)

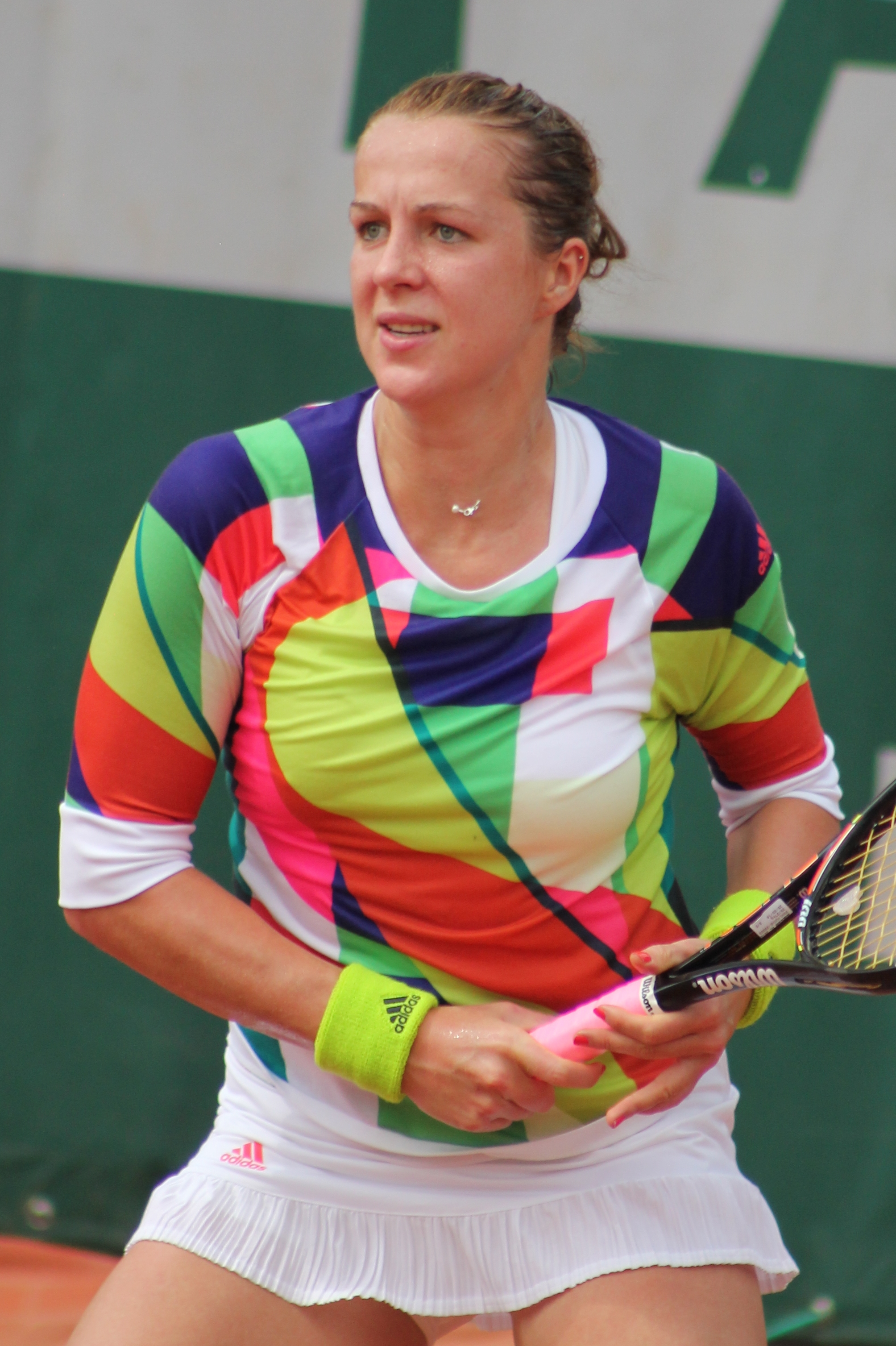
Anastasija Pavljučenkovová (* 3. července)

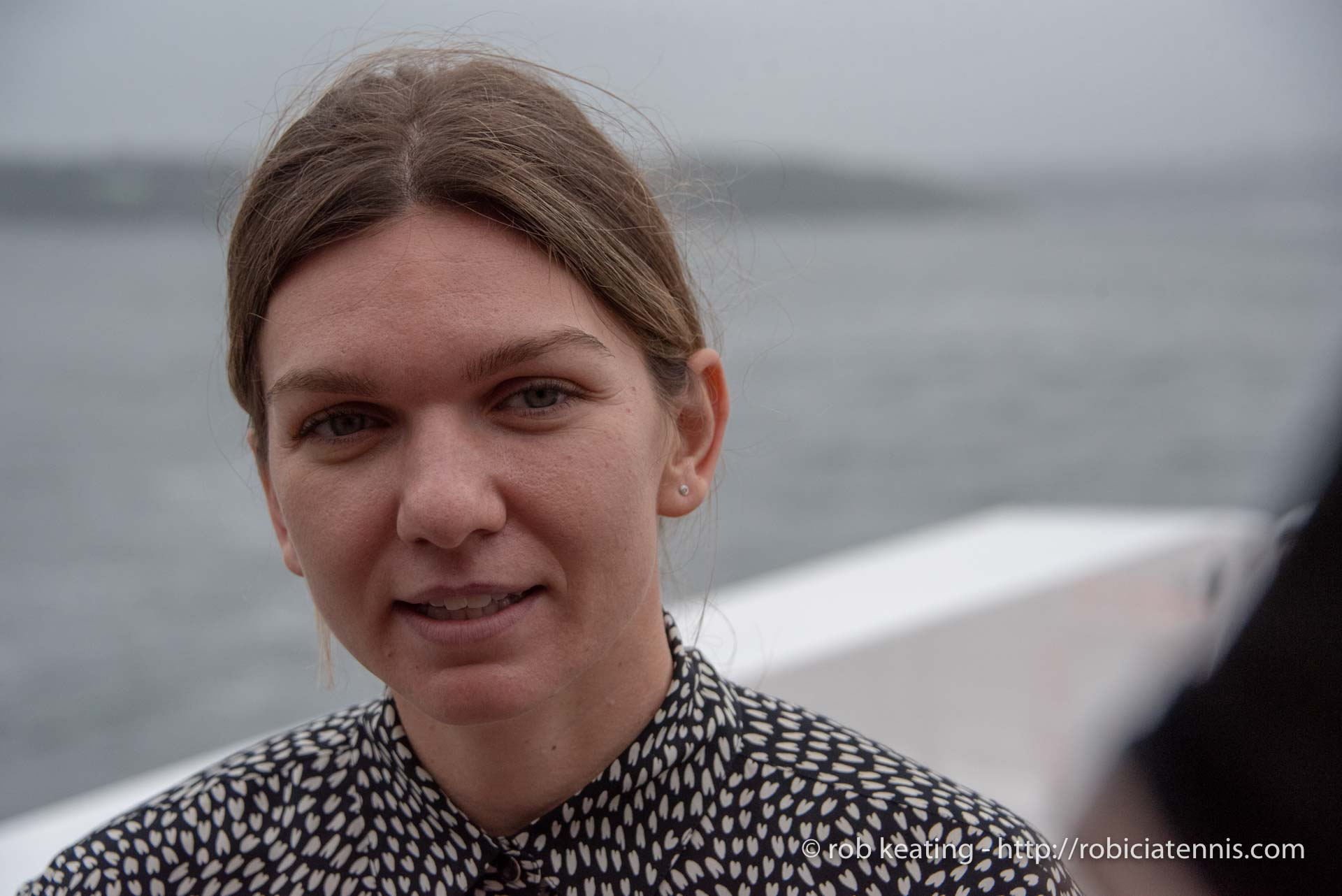
Simona Halepová (* 27. září)

- 04. ledna – Səlahət Ağayev, ázerbájdžánský fotbalový brankář
- 07. ledna
  - Michelangelo Albertazzi, italský fotbalista
  - Eden Hazard, belgický fotbalista
- 14. ledna – Marco De Vito, italský fotbalista
- 15. ledna – Marc Bartra, španělský fotbalista
- 19. ledna – Petra Martićová, chorvatská tenistka
- 20. ledna – Polona Hercogová, slovinská tenistka
- 24. ledna
  - Andrej Šťastný, slovenský lední hokejista
  - Rodrigo Corrales, španělský házenkář
- 31. ledna – Ťü Wen-ťün, čínský šachistka
- 07. února – Francesca Lollobrigidová, italská rychlobruslařka
- 8. února – Genzebe Dibabaová, etiopská běžkyně na 1500 metrů
- 10. února – Emma Robertsová, americká herečka
- 11. února – Takahito Mura, japonský krasobruslař
- 12. února
  - Casey Abrams, americký hudebník
  - Ragnhild Hagaová, norská běžkyně na lyžích
  - Martine Graelová, brazilská jachtařka
  - Earvin Ngapeth, francouzský volejbalista
- 14. února – Andrius Gudžius, litevský atlet v hodu diskem
- 16. února – Alexandra Lucemburská, lucemburská princezna
- 17. února – Ed Sheeran, anglický zpěvák a textař
- 20. února – Hidilyn Diazová, filipínská vzpěračka
- 22. února
  - Richard Landström, švédský hráč Counter-Strike
  - Lenka Kršáková, slovenská atletka
- 24. února – Henrik Ingebrigtsen, norský běžec na 1500 metrů
- 14. března – Frans Malherbe, jihoafrický ragbista
- 29. března
  - N'Golo Kanté, francouzský fotbalista
  - Matías Moroni, argentinský ragbista
- 31. března – Codie Taylor, novozélandský ragbista
- 5. dubna – Nora Mørk, norská házenkářka
- 9. dubna – Liam Williams, velšský ragbista
- 11. dubna
  - Thiago Alcântara, španělský fotbalista
  - James Magnussen australský plavec
- 12. dubna – Magnus Pääjärvi-Svensson, švédský lední hokejista
- 14. dubna – Martín Montoya, španělský fotbalista
- 15. dubna – Javier Fernández López, španělsky krasobruslař
- 21. dubna – Hadži Alijev, ázerbájdžánský zápasník, volnostylař
- 27. dubna
  - Isaac Cuenca, španělský fotbalista
  - Lara Gutová-Behramiová, švýcarská lyžařka
- 29. dubna – Steven Luatua, samojský ragbista
- 30. dubna – Travis Scott, americký rapper a hudební producent
- 01. května – Stefan Scarperi, italský sportovní lezec
- 05. května – Ofir Davidzada, izraelský fotbalista
- 9. května – Majlinda Kelmendiová, kosovská judistka
- 11. května – Semjon Pavličenko, ruský sáňkař
- 16. května – Grigor Dimitrov, bulharský tenista
- 18. května – Manu Tuilagi, anglický ragbista
- 23. května – Lena Meyer-Landrut, německá zpěvačka
- 27. května
  - Xenija Pervaková, ruská tenistka
  - Beauden Barrett, novozélandský ragbista
- 29. května – Brecht Dejaegere, belgický fotbalový záložník
- 30. května – Klaudia Buczek, polská sportovní lezkyně
- 31. května – Brodie Retallick, novozélandský ragbista
- 11. června – Seydouba Soumah, guinejský fotbalista
- 13. června
  - Katie Nageotteová, americká skokanka o tyč
  - Will Claye, americký atlet
- 15. června – Zlatan Alomerović, německý fotbalový brankář srbského původu
- 16. června
  - Siya Kolisi, jihoafrický ragbista
  - Tyler Ardron, kanadský ragbista
- 18. června – Willa Hollandová, americká herečka a modelka
- 20. června – Kalidou Koulibaly, senegalský fotbalista
- 25. června – Mário Almaský, slovenský fotbalista
- 28. června
  - Kevin De Bruyne, belgický fotbalista
  - Anželika Sidorovová ruská skokanka o tyč
- 29. června – Jason Davidson, australský fotbalista
- 3. července
  - James Davis, anglický sportovní šermíř
  - Anastasija Pavljučenkovová, ruská tenistka
- 8. července – Virgil van Dijk, nizozemský fotbalista
- 09. července
  - Ladislav Kovács, slovenský hráč Counter-Strike
  - Mitchel Musso, americký herec
- 12. července
  - James Rodríguez, kolumbijský fotbalista
  - Portia Woodmanová, novozélandská ragbistka
- 15. července – Jérémy Bonder, francouzský sportovní lezec
- 19. července – Viljormur Davidsen, faerský fotbalový obránce
- 23. července – Kamil Syprzak, polský házenkář
- 24. července – Robin Lehner, švédský lední hokejista
- 28. července – Lukáš Štetina, slovenský fotbalista
- 31. července – Haitam Aleesami, norský fotbalista
- 03. srpna – Mayra Aguiarová, brazilská judistka
- 11. srpna – Cristian Tello, španělský fotbalista
- 16. srpna – Anna Gasserová, rakouská snowboardistka
- 17. srpna – Levan Chilachava, gruzínský ragbista
- 19. srpna
  - Ali Ahamada, francouzský fotbalový brankář
  - Sálim Davsárí, saúdskoarabský fotbalista
- 20. srpna – Juraj Majdan, slovenský lední hokejista
- 28. srpna – Marek Hrivík, slovenský lední hokejista
- 30. srpna – Ben Tameifuna, tonžský ragbista
- 04. září – Pavol Bajza, slovenský fotbalový brankář
- 09. září
  - Aleksandar Kukolj, srbský judista
  - Oscar, brazilský fotbalista
- 11. září – Kygo, norský DJ a producent
- 20. září – Marlen Reusserová, švýcarská silniční cyklista
- 23. září – Melanie Oudinová, americká tenistka
- 24. září – Owen Farrell, anglický ragbista
- 25. září – Stine Bredal Oftedalová, norská házenkářka
- 27. září – Simona Halepová, rumunská tenistka
- 29. září – Enzo Lefort, francouzský šermíř
- 08. října – Bakermat, nizozemský hudebník a hudební producent
- 10. října – Gabriella Cilmiová, australská zpěvačka a textařka
- 14. října – Khágendra Thapa Magar, nejmenší muž na světě
- 18. října – Tyler Posey, americký herec a hudebník
- 19. října
  - Adam Friberg, švédský hráč Counter-Strike
  - Faf de Klerk, jihoafrický ragbista
- 21. října – Artur Aleksanjan, arménský řecko-římský zápasník
- 26. října – Evan Gershkovich, americký novinář
- 27. října – Simon Deli, fotbalista z Pobřeží slonoviny
- 29. října
  - Eben Etzebeth, jihoafrický ragbista
  - Michael Hooper, australský ragbista
- 31. října – Charles Piutau, tonžský ragbista
- 13. listopadu – Rei Sugimoto, japonský sportovní lezec
- 21. listopadu – Almaz Ayanaová, etiopská atletka
- 25. listopadu – Damian de Allende, jihoafrický ragbista
- 02. prosince
  - Anne Buijsová, nizozemská volejbalistka
  - Charlie Puth, americký zpěvák
- 05. prosince – Monika Retschy, německá boulderistka
- 13. prosince – Vladimir Tarasenko, ruský hokejista
- 20. prosince
  - Anthony Gullsten, finský sportovní lezec
  - Jorginho, italský fotbalista
- 24. prosince – Louis Tomlinson, zpěvák skupiny One Direction
- ? – Zeinabkobra Moosavi, íránská horolezkyně

## Úmrtí

### Česko

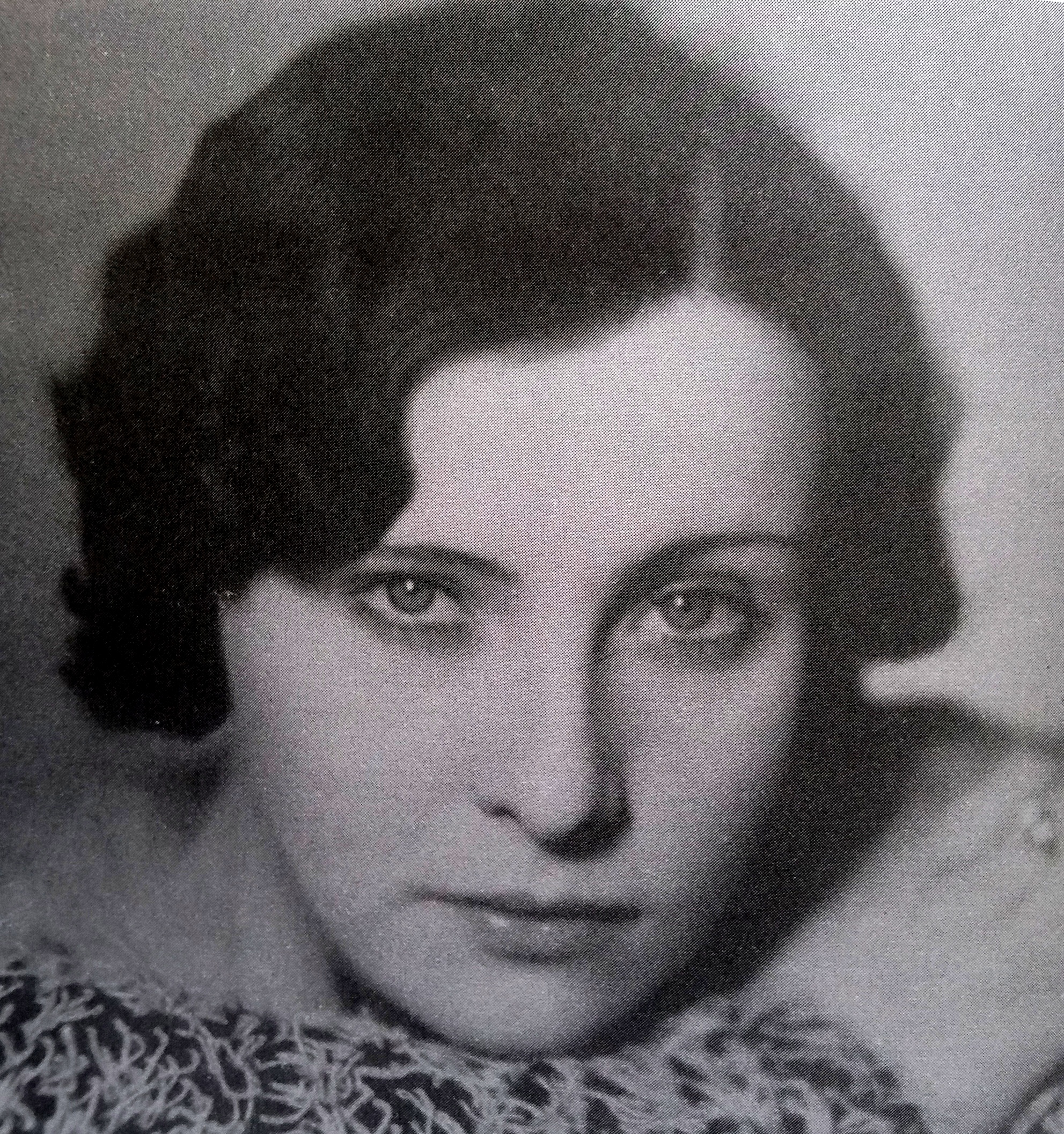
Vlasta Fabianová († 26. června)

- 1. ledna – Jan Lauschmann, chemik a fotograf (* 1. dubna 1901)
- 7. ledna
  - Augustin Podolák, biskup Starokatolické církve (* 24. června 1912)
  - Jan Evangelista Urban, teolog a filosof (* 20. února 1901)
- 8. ledna – Jiřina Salačová, zpěvačka (* 14. května 1920)
- 11. ledna – Marie Provazníková, náčelnice Sokola, emigrantka (* 24. října 1890)
- 12. ledna – Eduard Ingriš, hudební skladatel, dirigent a fotograf (* 11. února 1905)
- 16. ledna – Jaroslav Kábrt, malíř, keramik a umělecký sklář (* 26. ledna 1929)
- 17. ledna – Vladimír Skalička, jazykovědec a polyglot (* 19. srpna 1909)
- 19. ledna – Františka Pecháčková, spisovatelka (* 1. srpna 1904)
- 20. ledna – Ludvika Smrčková, sklářská výtvarnice, grafička a malířka (* 24. února 1903)
- 1. února – Vratislav Grégr, profesor kvasné chemie a biotechnologie VŠCHT (* 28. října 1914)
- 5. února – Vlastimil Havlíček, fotbalový reprezentant (* 12. července 1924)
- 8. února – Pavel Hanuš, spisovatel, dramatik, scenárista (* 8. června 1928)
- 11. února – Bohumil Kudrna, kanoista (* 15. března 1920)
- 17. února – Miroslav Macháček, herec a divadelní režisér (* 8. května 1922)
- 22. února – Ladislav Fialka, herec-mim (* 22. září 1931)
- 7. března – Josef Páleníček, klavírní virtuos a hudební skladatel (* 19. července 1914)
- 22. března – Ladislav Karoušek, výtvarník (* 17. září 1926)
- 26. března – Karel Burkert, fotbalový reprezentant (* 1. prosince 1909)
- 5. dubna
  - Antonín Bradáč, fotbalový reprezentant (* 7. srpna 1920)
  - Jiří Mucha, prozaik, publicista a scenárista, syn Alfonse Muchy (* 12. března 1915)
- 6. dubna – Karel Misař, spisovatel, redaktor, vychovatel a dramaturg (* 30. září 1934)
- 4. května – Jan Kyzlink, operní pěvec (* 6. července 1930)
- 26. května – Konrád Babraj, sochař (* 22. dubna 1921)
- 29. května – Jindřich Krejča, malíř, vědecký ilustrátor (* 4. dubna 1920)
- 30. května – Josef Stehlík, stíhací pilot (* 26. března 1915)
- 31. května – Boleslav Bárta, psycholog a politik (* 1929)
- 15. června
  - Vilém Reichmann, fotograf (* 25. dubna 1909)
  - Bohumil Šťastný, fotoreportér (* 15. června 1905)
  - František Jiroudek, malíř, grafik, scénický výtvarník (* 17. února 1914)
- 16. června – Adina Mandlová, herečka (* 28. ledna 1910)
- 17. června – Zdena Fibichová, sochařka, keramička a malířka (* 9. prosince 1933)
- 18. června – Zdeněk Pluhař, spisovatel (* 16. května 1913)
- 26. června – Vlasta Fabianová, herečka (* 29. června 1912)
- 29. června – Vladimír Leraus, divadelní a filmový herec (* 28. července 1905)
- 30. června – Karel Biňovec, spisovatel, žurnalista a disident (* 23. října 1924)
- 4. července – Bohumil Šimonovský, kněz, politický vězeň (* 19. září 1913)
- 7. července – Franta Kocourek, brněnský bavič, silák a herec (* 21. února 1947)
- 9. července – Petr Sadecký, publicista, teoretik výtvarného umění a mystifikátor (* 4. ledna 1943)
- 11. července – Felix Zbořil, voják a politický vězeň komunistického režimu (* 9. ledna 1916)
- 17. července – Mirko Paráček, sprinter (* 13. srpna 1920)
- 18. července – František Pošta, kontrabasista (* 22. srpna 1919)
- 30. července – Jiří Strniště, dirigent a hudební skladatel (* 24. dubna 1914)
- 7. srpna – František Ferda, kněz a léčitel (* 31. března 1915)
- 10. srpna – Josef Machovský-Vrbka, voják a příslušník výsadku Potash (* 30. září 1917)
- 11. srpna – Ludmila Roubíková, herečka (* 4. ledna 1919)
- 13. srpna – Vilibald Bezdíček, vysokoškolský pedagog, politik ministr (* 12. listopadu 1906)
- 30. srpna – Vladimír Padrůněk, rockový a jazzrockový baskytarista (* 17. února 1952)
- 1. září – František Weber, generálmajor letectva, Wing Commander RAF (* 28. února 1908)
- 2. září – František Hanus, herec a divadelní režisér (* 12. května 1916)
- 9. září – Viktor Tegelhoff, fotbalový reprezentant (* 22. prosince 1918)
- 14. září – František Vaňák, 13. olomoucký arcibiskup (* 28. června 1916)
- 16. září
  - Jiří Cvetler, právní historik, papyrolog a slavista (* 4. února 1902)
  - Arnošt Faltýnek, herec (* 8. ledna 1906)
- 4. října – Zdeněk Kaňák, dirigent, sbormistr a pedagog (* 4. října 1910)
- 5. října – Karel Rys, předseda MěNV Kladno (* 23. září 1930)
- 14. října – Ladislav Báča, vlastivědný pracovník (* 24. června 1908)
- 31. října – Ella Šárková, herečka (* 23. září 1906)
- 5. listopadu – Jan Lebeda, katolický kněz a biskup (* 23. dubna 1913)
- 8. listopadu – František Husák, herec (* 24. května 1936)
- 9. listopadu – Jana Dítětová, herečka (* 7. října 1926)
- 10. listopadu – Eva Bosáková, sportovní gymnastka, olympijská vítězka (* 18. prosince 1931)
- 13. listopadu – Rudolf Turek, historik a archeolog (* 20. června 1910)
- 18. listopadu – Gustáv Husák, československy prezident (* 1913)
- 22. listopadu – František Kafka, spisovatel a překladatel (* ? 1909)
- 27. listopadu – Vilém Flusser, filozof (* 20. května 1920)
- 30. listopadu – Ján Papánek, diplomat (* 24. října 1896)
- 3. prosince – Václav Hudeček, divadelní režisér (* 21. února 1929)
- 10. prosince
  - Josef Macek, historik a politik (* 8. dubna 1922)
  - Kamila Značkovská-Neumannová, překladatelka (* 25. září 1900)
- 14. prosince – Jaroslav Horálek, malíř, kreslíř a restaurátor (* 10. listopadu 1954)
- 22. prosince – Ernst Křenek, americký hudební skladatel a pedagog českého původu (* 23. srpna 1900)
- 23. prosince – Bořivoj Zeman, režisér a scenárista (* 6. března 1912)
- 25. prosince – Petr Hana, malíř (* 4. června 1945)
- 27. prosince – Frank Towen, tanečník a choreograf (* 27. října 1912)
- ? – Ferdinand Faczinek, fotbalový reprezentant (* 31. prosince 1911)
- ? – Miroslav Hájek, filmový střihač (* 28. října 1919)
- ? – Josef Paukert, malíř (* 2. října 1915)
- ? – Miloš Josef Pulec, představitel starokatolické církve, spisovatel (* 19. března 1923)
- ? – Jaroslav Prokopec, ministr zdravotnictví Československa (* 16. dubna 1923)

### Svět

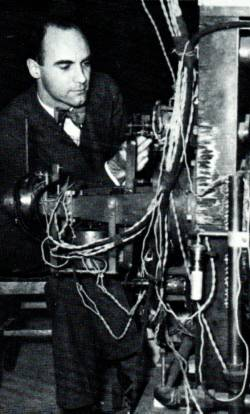
Carl David Anderson († 11. ledna)

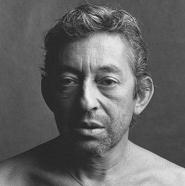
Serge Gainsbourg († 2. března)

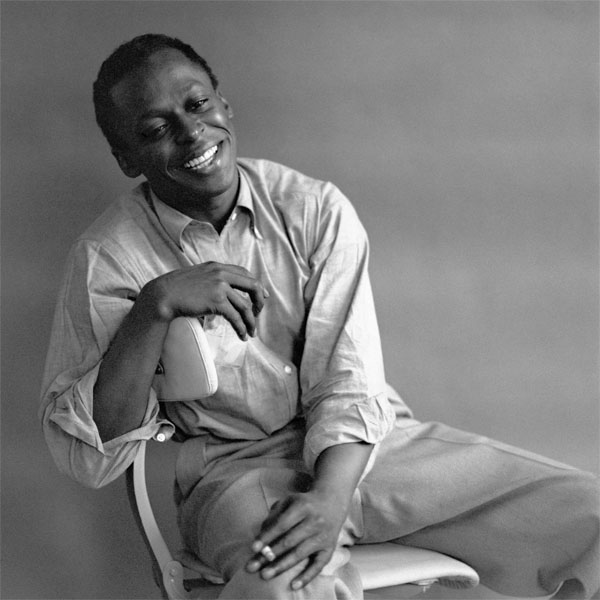
Miles Davis († 28. září)

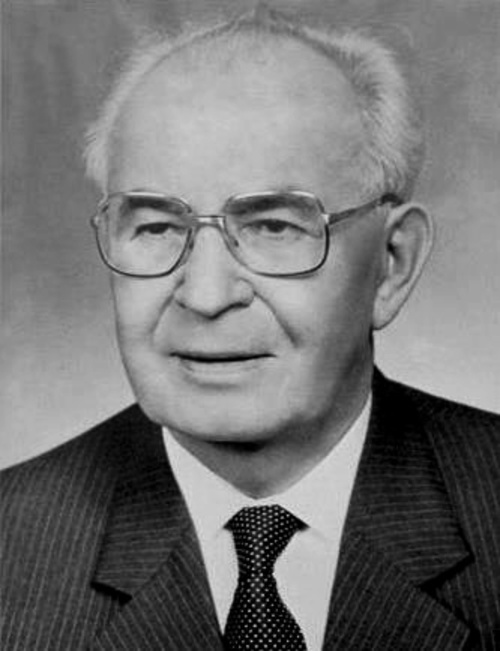
Gustáv Husák († 18. listopadu)

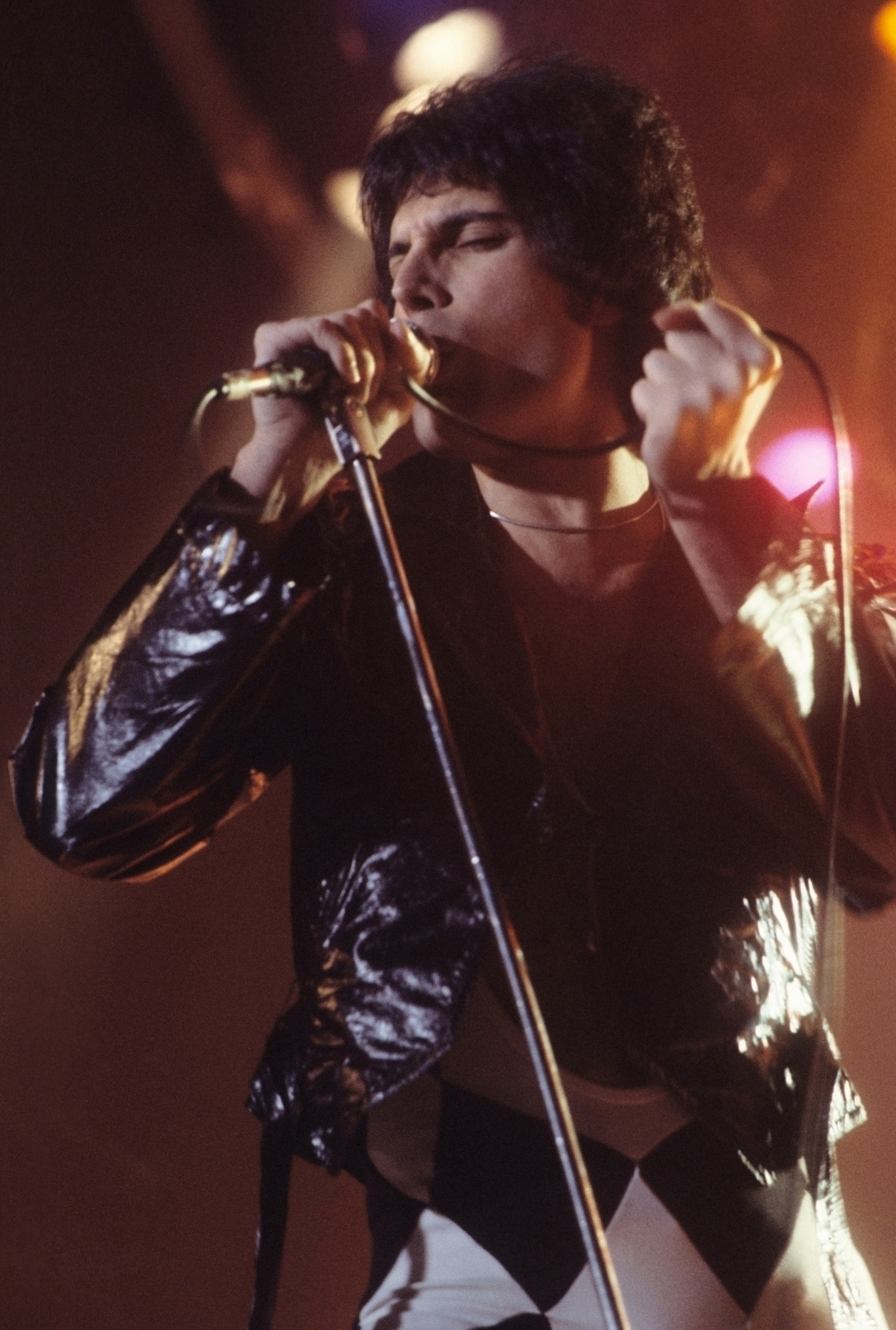
Freddie Mercury († 24. listopadu)

- 4. ledna – Leo Wright, americký jazzový saxofonista (* 14. prosince 1933)
- 5. ledna – Tõnis Kint, předseda estonské exilové vlády (* 17. srpna 1896)
- 11. ledna
  - Carl David Anderson, americký fyzik, Nobelova cena za fyziku 1936 (* 3. září 1905)
  - Aurel von Jüchen, německý teolog a spisovatel (* 20. května 1902)
- 16. ledna – Anna Baugová, lotyšská spisovatelka (* 13. března 1905)
- 17. ledna
  - Giacomo Manzù, italský sochař, medailista, grafik (* 22. prosince 1908)
  - Olaf V., norský král (* 2. července 1903)
- 20. ledna – Stan Szelest, americký klávesista (* 11. února 1943)
- 23. ledna – Northrop Frye, kanadský literární kritik (* 14. července 1912)
- 24. ledna – Jack Schaefer, americký novinář a spisovatel (* 19. listopadu 1907)
- 27. ledna – Miroslav Válek, slovenský spisovatel a politik, ministr kultury (* 17. července 1927)
- 30. ledna
  - Clifton C. Edom, americký fotožurnalista (* 12. února 1907)
  - John Bardeen, americký fyzik (* 23. května 1908)
- 3. února – Harry Ackerman, americký televizní producent (* 17. listopadu 1912)
- 6. února – Salvador Luria, italsko-americký mikrobiolog, Nobelova cena 1969 (* 13. srpna 1912)
- 8. února – Aaron Siskind, americký fotograf (* 4. prosince 1903)
- 13. února – Arno Breker, německý sochař a architekt (* 19. července 1900)
- 21. února – Mordechaj Iš-Šalom, starosta Jeruzaléma (* 2. ledna 1902)
- 27. února
  - Bob Widlar, americký vynálezce v oboru elektroniky (* 30. listopadu 1937)
  - Charles Duchaussois, francouzský spisovatel (* 27. ledna 1941)
- 2. března – Serge Gainsbourg, francouzský skladatel, zpěvák, herec a režisér (* 2. dubna 1928)
- 6. března – Hans Jürgen Kallmann, německý malíř (* 20. května 1908)
- 7. března – Jean Piveteau, francouzský vertebrátní paleontolog (* 23. září 1899)
- 12. března
  - Ragnar Granit, finsko-švédský neurofyziolog a nositel Nobelovy ceny 1967 (* 30. října 1900)
  - William Heinesen, dánsky píšící faerský spisovatel (* 15. ledna 1900)
  - Etienne Decroux, francouzský herec a mim (* 19. července 1898)
- 15. března
  - Miodrag Bulatović, srbský romanopisec a dramatik (* 20. února 1930)
  - Robert Hill, britský biochemik (* 2. dubna 1899)
- 18. března – Dezider Kardoš, slovenský hudební skladatel a pedagog (* 23. prosince 1914)
- 21. března – Leo Fender, americký výrobce elektrických kytar (* 10. srpna 1909)
- 25. března – Marcel Lefebvre, francouzský arcibiskup (* 29. listopadu 1905)
- 31. března – John Carter, americký jazzový saxofonista (* 24. září 1929)
- 1. dubna – Paulo Muwanga, prezident Ugandy (* 1924)
- 3. dubna – Graham Greene, anglický spisovatel (* 2. října 1904)
- 4. dubna
  - Max Frisch, švýcarský spisovatel (* 15. května 1911)
  - Forrest Towns, americký olympijský vítěz v běhu na 110 metrů překážek (* 6. února 1914)
- 10. dubna
  - Martin Hannett, anglický hudebník a hudební producent (* 31. května 1948)
  - Kevin Peter Hall, americký herec (* 9. května 1955)
- 14. dubna – Josef Tekoa, izraelský diplomat (* 4. března 1925)
- 16. dubna – David Lean, britský filmový režisér (* 25. března 1908)
- 17. dubna – Jozef Lukačovič, slovenský politik (* 15. ledna 1902)
- 20. dubna – Steve Marriott, britský zpěvák (* 30. ledna 1947)
- 23. dubna – Johnny Thunders, americký kytarista, zpěvák a skladatel (* 15. července 1952)
- 24. dubna – Jumdžágín Cedenbal, mongolský předseda vlády (* 17. září 1916)
- 25. dubna – Antônio de Castro Mayer, brazilský katolický duchovní a teolog (* 20. června 1904)
- 3. května – Jerzy Kosiński, anglicky píšící spisovatel polského původu (* 14. června 1933)
- 6. května – Wilfrid Hyde-White, britský herec (* 12. května 1903)
- 14. května
  - Aladár Gerevich, maďarský šermíř, který získal zlatou medaili na šesti OH (* 16. března 1910)
  - Ťiang Čching, manželka čínského komunistického vůdce Mao Ce-tunga (* březen 1914)
- 18. května – Gerd Achgelis, německý akrobatický pilot a podnikatel (* 16. července 1908)
- 21. května – Rádžív Gándhí, 7. indický premiér (* 20. srpna 1944)
- 23. května
  - Wilhelm Kempff, německý klavírista, varhaník a skladatel (* 25. listopadu 1895)
  - Jean Van Houtte, premiér Belgie (* 17. března 1907)
- 24. května – Gene Clark, americký zpěvák a hudební skladatel (* 17. listopadu 1944)
- 4. června – Margit Anna, maďarská malířka (* 23. prosince 1913)
- 5. června – Stan Getz, americký jazzový saxofonista (* 1927)
- 9. června – Claudio Arrau, chilsko-americký klavírista (* 6. února 1903)
- 15. června – Arthur Lewis, britský ekonom, Nobelova cena 1979 (* 23. ledna 1915)
- 29. června
  - Richard Holmes, americký jazzový varhaník (* 2. května 1931)
  - Henri Lefebvre, francouzský filozof a sociolog (* 16. června 1901)
- 2. července – Lee Remicková, americká herečka (* 14. prosince 1935)
- 3. července – Efrajim Urbach, izraelský rabín, judaista a politik (* ? 1912)
- 15. července – Roger Revelle, americký oceánograf (* 7. března 1909)
- 16. července – Robert Motherwell, americký malíř (* 24. ledna 1915)
- 18. července – Magnus Goodman, kanadský hokejista, člen hokejové síně slávy (* 6. března 1898)
- 24. července – Isaac Bashevis Singer, židovský spisovatel (* 21. listopadu 1902)
- 25. července – Lazar Kaganovič, sovětský politik (* 22. listopadu 1893)
- 26. července – Maria Treben, rakouská spisovatelka a bylinkářka (* 27. září 1907)
- 27. července – Gino Colaussi, italský fotbalista (* 4. března 1914)
- 4. srpna – Jevgenij Dragunov, ruský konstruktér zbraní (* 20. února 1920)
- 5. srpna – Sóičiró Honda, japonský inženýr a průmyslník (* 17. listopadu 1906)
- 8. srpna
  - James Irwin, americký astronaut (* 17. března 1930)
  - Ivan Nikitovič Kožedub, sovětský válečný pilot (* 8. června 1920)
- 10. srpna – Tadeusz Nowak, polský básník, spisovatel a překladatel (* 11. listopadu 1930)
- 11. srpna – Helmut Walcha, německý varhaník a cembalista (* 27. října 1907)
- 12. srpna – Lin Feng-mien, čínský malíř (* 22. listopadu 1900)
- 14. srpna – Ludwig Landgrebe, rakouský filosof (* 9. března 1902)
- 21. srpna – Wolfgang Hildesheimer, německý spisovatel, dramatik, grafik a malíř (* 9. prosince 1916)
- 22. srpna – Colleen Dewhurstová, kanadská filmová, divadelní a televizní herečka (* 3. června 1924)
- 2. září – Alfonso García Robles, mexický diplomat, Nobelova cena za mír 1982 (* 20. března 1911)
- 4. září
  - Charlie Barnet, americký jazzový saxofonista a skladatel (* 26. října 1913)
  - Henri de Lubac, francouzský teolog, kardinál (* 20. února 1896)
- 5. září – Fahrelnissa Zeid, turecká umělkyně a manželka prince z Iráku (* 7. ledna 1901)
- 7. září – Edwin McMillan, americký fyzik, Nobelova cena za chemii 1951 (* 18. září 1907)
- 8. září – Alex North, americký hudební skladatel (* 4. prosince 1910)
- 9. září – Åke Holmberg, švédský spisovatel a překladatel (* 31. května 1907)
- 15. září
  - Charles E. Osgood, americký psycholog (* 20. listopadu 1916)
  - John Hoyt, americký filmový, divadelní a televizní herec (* 5. října 1905)
- 16. září – Murilo Rubião, brazilský spisovatel (* 1. června 1916)
- 17. září – Zino Francescatti, francouzský houslista (* 9. srpna 1902)
- 24. září – Dr. Seuss, americký spisovatel (* 2. března 1904)
- 25. září – Klaus Barbie, nacistický válečný zločinec (* 25. října 1913)
- 26. září – Georgij Mokejevič Markov, ruský sovětský spisovatel (* 19. dubna 1911)
- 28. září – Miles Davis, americký jazzový trumpetista a skladatel (* 26. května 1926)
- 1. října – Stu Williamson, americký jazzový trumpetista (* 14. května 1933)
- 7. října
  - Jorge Ángel Livraga Rizzi, italský filozof a spisovatel (* 3. září 1930)
  - Natalia Ginzburgová, italská spisovatelka (* 14. července 1916)
- 12. října – Arkadij Strugackij, ruský spisovatel (* 28. srpna 1925)
- 16. října
  - Juraj Martvoň, slovenský operní pěvec-barytonista (* 29. června 1921)
  - Boris Papandopulo, chorvatský skladatel a dirigent (* 25. února 1906)
  - Ole Beich, dánský kytarista (* 1955)
- 17. října – Tennessee Ernie Ford, americký herec a moderátor (* 13. února 1919)
- 23. října – Július Torma, slovenský boxer, olympijský vítěz (* 7. března 1922)
- 24. října – Gene Roddenberry, americký scenárista, tvůrce TV seriálu Star Trek (* 19. srpna 1921)
- 27. říjen – Andrzej Panufnik, polský hudební skladatel a dirigent (* 24. září 1914)
- 29. října – Mario Scelba, premiér Itálie (* 5. září 1901)
- říjen – Clem Albers, americký fotograf (* 1903)
- 5. listopadu – Robert Maxwell, britský žurnalista a multimilionář (* 10. června 1923)
- 7. listopadu – Ed Marlo, americký kouzelník (* 10. října 1913)
- 8. listopadu – Ferdinand Vrba, slovenský tenista a tenisový trenér (* 27. června 1922)
- 9. listopadu – Yves Montand, francouzsko-italský herec a šansoniér (* 13. října 1921)
- 10. listopadu – Gunnar Gren, švédský fotbalista (* 31. října 1920)
- 14. listopadu
  - Tony Richardson, anglický filmový a divadelní režisér (* 5. června 1928)
  - Tăng Tuyết Minh, manželka vietnamského komunistického vůdce Ho Či Mina (* říjen 1905)
- 23. listopadu – Klaus Kinski, německý herec a režisér (* 18. října 1926)
- 24. listopadu
  - Freddie Mercury, zpěvák skupiny Queen (* 5. září 1946)
  - Eric Carr, vl. jménem Paul Caravello, bubeník skupiny Kiss (od roku 1980)
- 26. listopadu – François Billetdoux, francouzský spisovatel (* 7. září 1927)
- 29. listopadu – Ralph Bellamy, americký filmový a televizní herec (* 17. června 1904)
- 30. listopadu – Irena Blühová, slovenská fotografka (* 2. března 1904)
- 1. prosince
  - Patrick O’Callaghan, irský dvojnásobný olympijský vítěz v hodu kladivem (* 15. září 1905)
  - George Stigler, americký ekonom, Nobelova cena 1982 (* 17. ledna 1911)
- 2. prosince – Sándor Tatay, maďarský spisovatel (* 6. května 1910)
- 6. prosince – Richard Stone, britský ekonom (* 30. srpna 1913)
- 8. prosince
  - Fjodor Konstantinov, sovětský marxisticko-leninský filosof (* 21. února 1901)
  - Buck Clayton, americký jazzový trumpetista (* 12. listopadu 1911)
- 9. prosince – Berenice Abbottová, americká fotografka (* 17. července 1898)
- 11. prosince – Artur Lundkvist, švédský spisovatel (* 3. března 1906)
- 15. prosince
  - Samuel Falťan, slovenský historik a politik (* 22. února 1920)
  - Vasilij Zajcev, sovětský odstřelovač (* 23. března 1915)
- 18. prosince – George Abecassis, britský automobilový závodník (* 21. března 1913)
- 20. prosince – Gaston Waringhien, francouzský esperantista (* 20. července 1901)
- 25. prosince – Anton Burger, vedoucí koncentračního tábora v Terezíně (* 19. listopadu 1911)
- 29. prosince – Ronald Richter, argentinský fyzik rakouského původu (* 11. října 1909)
- 31. prosince – Pat Patrick, americký jazzový saxofonista (* 23. listopadu 1929)
- ? – Avraham Tehomi, velitel sionistické vojenské organizace Irgun (* 1903)

## Hlavy států
- Československo – Václav Havel
- Maďarsko – Árpád Göncz
- Vatikán – Jan Pavel II. (papež)
- Spojené království – Alžběta II.
- Severní Korea – Kim Ir-sen
- Jižní Korea – No Tche-u
- Rusko – Boris Jelcin
- Kazachstán – Nursultan Nazarbajev
- Turkmenistán – Saparmurat Nijaziov
- Írán – Akbar Hášemí Rafsandžání
- Afghánistán – Muhammad Nadžíbulláh
- Kyrgyzstán – Aksar Akajev
- Spojené státy americké – George H. W. Bush